# 苏三娘
苏三娘（?—?），太平天国时期天地会女首领，广东灵山（今广西灵山）人，一作广东高州（今茂名）人。姓冯氏，或称苏三姐、苏三妹、萧三娘。
苏三娘的父亲是一民间拳击师，以教拳卖艺为生，加入“天地会”。在她随父到横州博合圩卖艺时，苏三娘姿色秀丽，灵山会党首领苏三（又称苏三相）将她娶为妻子。从此，人称苏三娘。苏三为土豪杀害，苏三娘立志报仇，变卖家产聚众数百人起事，所至杀土豪，部众扩充至数千人。苏三娘智勇双全，英勇善战，所至劫富济贫。清宣宗道光三十年十二月（1851年1月）率部二千人至桂平大湟江口参加太平军。后随太平军攻克永安，出两湖，至南京，率女军随罗大纲攻克镇江。相传嫁给罗大纲为妻。后事不详。